# ミルズメス
ミルズメス(Mills Mess)は、トスジャグリングの技の名称。

## 概要
1960年代から1970年代初頭にアメリカ合衆国のジャグラーであるスティーブ・ミルズによって考案された。
ミルズが考案した技に、自分の名と韻を踏んだ言葉を付けて名づけたことにより、以降、バークスバラッジ(Burke's Barrage)、ルーベンシュタインリベンジ(Rubenstein's Revenge)のように考案者の名前にその頭文字で始まる言葉をつけるという形式が定着した。

## 動き

ミルズメスのイメージ(3balls)

左右の手が交互に交差され、ボールの軌跡が曲線を描く。
3個のボールが基本だが、4個以上でも可能。